# Astragalus vicarius
Astragalus vicarius är en ärtväxtart som beskrevs av Vladimir Ippolitovich Lipsky. Astragalus vicarius ingår i släktet vedlar, och familjen ärtväxter. Inga underarter finns listade i Catalogue of Life.